# S&P/ASX 200 指数
S&P/ASX 200指数是以在澳大利亚证券交易所上市的200家最大的股票經市值加权後得出來的股票指数。该指数由标准普尔負責計算和發佈。它被视为澳大利亚股市表现的晴雨表。S&P/ASX 200 指数中的S&P代表標準普爾，ASX代表澳大利亚证券交易所。截至2017年3月，澳大利亚证券交易所上市的200家最大的股票的市值合计约占澳大利亚股票市值的82％。
ASX 200于2000年3月31日正式启动，當時指數為3133.3點。 2007年2月15日，ASX 200首次达到6,000点。2017年12月22日，ASX 200为6,069點。

## 另見
- 標普/澳證20指數
- 標普／澳證50指數